# فرانکلین گرین
فرانکلین گرین (انگلیسی: Franklin Green؛ زادهٔ ۵ مهٔ ۱۹۳۳) ورزشکار ورزش تیراندازی اهل ایالات متحده آمریکا است.
وی در مسابقات کشوری و بین‌المللی در مجموع برندهٔ ۱ مدال نقره شده‌است.